# Postřelmov
Postřelmov település Csehországban, Šumperki járásban. Postřelmov Zábřeh, Bludov, Lesnice, Kolšov, Postřelmůvek, Rovensko, Sudkov és Chromeč településekkel határos. Lakosainak száma 2987 fő (2024. január 1.).

## Népesség
A település lakosságának változását az alábbi diagram mutatja:
| Lakosok száma | 855  | 1316 | 1798 | 2148 | 2819 | 3156 | 3121 | 3029 | 2832 | 2987 |
|               | 1869 | 1900 | 1921 | 1961 | 1980 | 2011 | 2016 | 2019 | 2021 | 2024 |